# Хойнебург

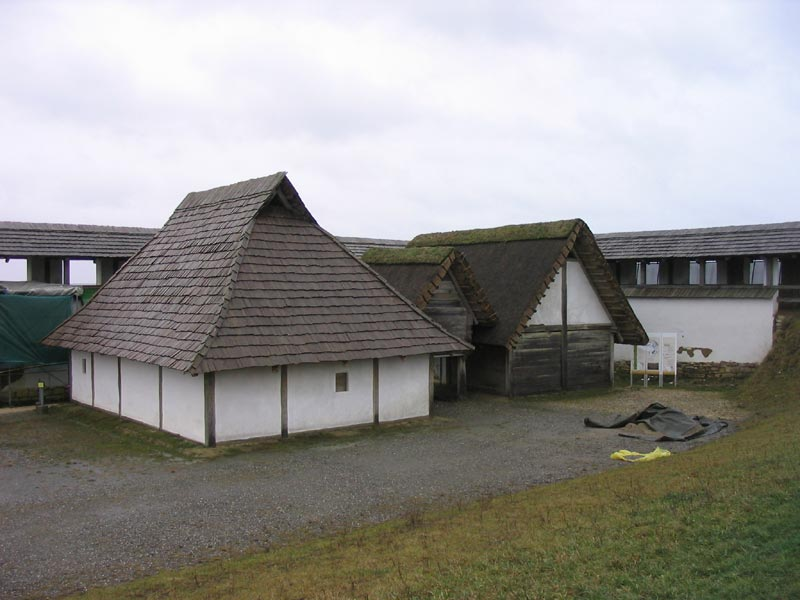
Хойнебург: реконструкция кельтских жилищ

Хойнебург, нем. Heuneburg — кельтский оппидум (укреплённое поселение). Находился в верховьях Дуная близ округа Хундерзинген в коммуне Хербертинген между городами Ульм и Зигмаринген в федеральной земле Баден-Вюртемберг, Германия. Считается одним из важнейших кельтских поселений в центральной Европе, а также крупным торговым центром в период с 620 по 480 год до н. э. За пределами укреплённой цитадели обнаружены остатки многочисленных жилищ и некрополя, которые использовались в течение нескольких столетий, с изысканными драгоценностями из золота и янтаря.